# The Doors (album)
A The Doors egy rockalbum a The Doors nevű amerikai zenekar előadásában, ami az Electra Records gondozásában jelent meg 1967-ben.
Ez az együttes bemutatkozó albuma, rajta a kislemezként már befutott Light My Fire című dal hosszabb (instrumentális résszel kiegészített) verziójával és a The End című Oidipusz-i (önelemző) dallal. Az Alabama Song eredetileg Bertolt Brecht és Kurt Weill operájában (Aufstieg und Fall der Stadt Mahagonny) hangzott fel. A Back Door Man pedig tisztelet volt Howlin' Wolf blues énekesnek.
Az album sötét hangulata, Jim Morrison szexepilje és vad életstílusa nagy befolyással volt a rock and roll zene jövőjére. Külön érdekesség, hogy alig egy hét alatt tudták megvalósítani ezt az óriási sikert.
Közvetlen az album elkészülte után Morrison eltűnt pár órára, majd mikor visszatért, az LSD drognak köszönhetően poroltóval szétfújta az egész stúdiót.
1998-ban a Q magazin olvasói minden idők 93. legsikeresebb albumának szavazták meg a The Doors-t, 2003-ban pedig a VH1 csatorna a 60. helyre sorolta. Szerepel az 1001 lemez, amit hallanod kell, mielőtt meghalsz című könyvben.

## Az album dalai
| 1. | Break On Through (To the Other Side) | John Densmore, Robby Krieger, Ray Manzarek, Jim Morrison | 2:25 |
| 2. | Soul Kitchen                         | Densmore, Krieger, Manzarek, Morrison                    | 3:30 |
| 3. | The Crystal Ship                     | Densmore, Krieger, Manzarek, Morrison                    | 2:30 |
| 4. | Twentieth Century Fox                | Densmore, Krieger, Manzarek, Morrison                    | 2:30 |
| 5. | Alabama Song (Whiskey Bar)           | Bertolt Brecht, Kurt Weill                               | 3:15 |
| 6. | Light My Fire                        | Densmore, Krieger, Manzarek, Morrison                    | 6:30 |

| 1. | Back Door Man       | Willie Dixon                          | 3:30  |
| 2. | I Looked at You     | Densmore, Krieger, Manzarek, Morrison | 2:18  |
| 3. | End of the Night    | Densmore, Krieger, Manzarek, Morrison | 2:49  |
| 4. | Take It as It Comes | Densmore, Krieger, Manzarek, Morrison | 2:13  |
| 5. | The End             | Densmore, Krieger, Manzarek, Morrison | 11:35 |

## Közreműködők

### The Doors
- Robby Krieger – gitár
- Jim Morrison – ének, keverés
- Ray Manzarek – orgona, zongora, billentyűk, keverés
- John Densmore – dob

### Produkció
- Bruce Botnick – hangmérnök, felvétel, keverés
- Jac Holzman – 	produkció felügyelő
- Paul Rothchild – producer, felvétel, keverés
- Guy Webster – 	fotográfus
- William S. Harvey – művészeti vezető, tervezés
- Joel Brodsky – fotográfus

## Helyezései a slágerlistákon

### Album
| Év   | Lista      | Helyezés |
| ---- | ---------- | -------- |
| 1967 | Pop Albums | 2        |

### Kislemezek
| Év   | Kislemez                                                      | Lista       | Helyezés |
| ---- | ------------------------------------------------------------- | ----------- | -------- |
| 1967 | Break on Through (To the Other Side) B-oldal:End of the Night | Pop Singles | 126      |
| 1967 | Light My Fire B-oldal:The Crystal Ship                        | Pop Singles | 1        |

## Külső hivatkozások
- The Doors dalszövegek